# 마크스의 산
《마크스의 산》(マークスの山 마쿠스노야마[*])는 다카무라 가오루의 소설이다. 1993년 하야카와쇼보에서 단행본으로 출판됐으며, 2003년 개정판이 고단샤분코에 수록됐다. 제109회(1993년 상반기) 나오키 산주고 상 수상작이다.
1995년 4월에 최양일 감독, 나카이 기이치 하기와라 마사토 주연으로 영화화 됐으며, 2010년 10월, WOWOW 연속 드라마W 시간대에서 드라마화되었다.